# Calamaria brongersmai
Calamaria brongersmai este o specie de șerpi din genul Calamaria, familia Colubridae, descrisă de Robert F. Inger și Marx 1965. Conform Catalogue of Life specia Calamaria brongersmai nu are subspecii cunoscute.